# Sugar (韓国の音楽グループ)
Sugar（シュガー）は、かつて存在した韓国の女性アイドルグループである。ホリプロと契約して日本にも進出し、2004年度には株式会社セガ アミューズメント（後の株式会社セガ エンタテインメント）のイメージキャラクターとしても活動した。
2006年12月31日に解散。

## 解散時のメンバー
- Ahyoomi（アユミ） → Ahyoomee（アユミ）
  - イ・アユミ（이아유미、李亜由美[1]）
  - 1984年8月25日鳥取県鳥取市出身の在日韓国人三世。
  - 2006年7月に「Cutie Honey」でソロデビュー。
  - Sugar解散後、2007年2月にSMエンタテインメントへ移籍した。
  - 2008年からは、伊藤ゆみの名前で、日本でも女優として活動。日本ではエイベックス・マネジメントに所属。
  - 2009年12月: ICONIQに改名して、日本で再デビュー。
  - 2016年8月に伊藤ゆみへと再改名し、女優として活動。
- Sae Byul（セビョル） → Hye Seung（ヘスン）
  - ユク・ヘスン（육혜승）
  - 1985年10月4日ソウル出身。
  - 特技はバドミントン。血液型はAB型。
  - 韓国1集時にはSae Byul（セビョル、새별）の名で活動した。
  - Sugar解散後、ハン・イェウォン(한예원)に名を変更して女優転身。ドラマ「オンエアー」などに出演。
- Haleen（ハリン）
  - イ・ハリン（이하린/李河璘）
  - 1983年9月8日京畿道出身。血液型はB型。
  - 2004年11月30日加入。
  - Sugar解散後、女優転身。
  - 2010年6月15日デジタルシングル「속마음(本音)」を発売。
  - 2015年には香港へ進出。[2]ミニアルバム「不可理喻 」を発表。本作では作曲もおこなっている。

## 過去のメンバー
- Jung Eum（ジョンウム）
  - ファン・ジョンウム（황정음）
  - 1984年12月25日ソウル出身。血液型はO型。
  - デビュー当時のリーダー。
  - 2004年12月29日卒業。
  - 脱退後、女優転身。ドラマ『フルハウスTAKE2』などに出演。
- Soo Jin（スジン）
  - パク・スジン（박수진）
  - 1985年11月27日ソウル出身。
  - 特技はドラム。血液型はA型。
  - 2006年5月26日卒業。
  - sugar脱退後、女優転身。
  - 2015年5月、事務所の先輩ペ・ヨンジュンと結婚を発表した。

## 経歴
韓国において2001年末に「Sweet Love」でデビュー。2002年第1集『Tell Me Why』をリリース。
2003年10月にホリプロと2年契約を交わし日本にも進出。日本では2003年、アニメ カレイドスターのOP/ED(TAKE IT SHAKE IT/real identity)を担当したことで活動をはじめ、翌2004年正式にデビューを果たす。
2004年11月30日にジョンウムの卒業を、当時担当していた日本のラジオ番組「ラジオアミューズメントパーク Seoul to Sugar」で発表。同時にジョンウムの卒業およびハリンの加入が韓国公式ホームページでも発表された。12月1日に行われた東京ジョイポリスのクリスマスツリー点灯式でハリンが新メンバーとしてお披露目された。ジョンウムは同年12月29日のSBS歌謡大典がSugarとしての最後の舞台となった。
2006年5月26日、スジンが契約満了により卒業。
2006年12月20日、所属事務所スターワールドとの5年間の契約満了により解散を正式発表。2006年12月31日解散。
その後アユミはSMエンタテインメントへ移籍した。
ヘスンとハリンは、それぞれ別の芸能事務所に所属したが、2007年冬期企画W7 Projcetに揃って参加した。

## ディスコグラフィー

### 韓国

#### アルバム（韓国）
1. 1集-Tell Me Why（2002年）
2. 2集-Shine（2003年）
3. 2.5集-Secret（2004年）
4. 3集-Sweet Lips（2005年）

### 日本

#### シングル
1. GO THE DISTANCE（2004年2月4日）オリコン96位。期間限定生産・CD EXTRA
  1. GO THE DISTANCE[5:16] - TBS系列COUNT DOWN TVエンディングテーマ
作詞・作曲：近藤金吾／編曲：藤本和則
2. All my loving/サクラ列車（2004年3月10日）オリコン40位
  1. All my loving[4:35]
作詞：中嶋凛／作曲・編曲：藤本和則
  2. サクラ列車[3:46]
作詞・作曲：金吾／編曲：藤本和則
3. 風と花束 / Present / Heart&Soul（2004年7月22日）オリコン32位
  1. 風と花束[4:44]
作詞・作曲・編曲：小幡英之
  2. Present[3:50] - MUSIC ON! TV「Harmony with the Earth〜明日のためにできること〜」イメージソング
作詞：幸／作曲・編曲：h-wonder
  3. Heart&Soul[4:51] - 「セガ アミューズメント 2004」イメージソング
作詞：渡辺なつみ／作曲・編曲：h-wonder
4. Heartful（2005年2月16日）オリコン97位
  1. Heartful[5:13]
作詞：NAHO・原一博／作曲・編曲：原一博
  2. Life is wonderful[5:36]
作詞：H.U.B.／作曲・編曲：h-wonder
  3. Work It![4:19]
作詞：Yoko Hiji・山木隆一郎／作曲・編曲：山木隆一郎
  4. Heartful (Korean version)
  5. Heartful (Instrumental)
5. ひまわり/LOVEACCELE（2005年8月24日）オリコン29位TBS系列連続ドラマ「幸せになりたい!」主題歌
  1. ひまわり[3:41]
作詞：H.U.B.／作曲：酒井ミキオ／編曲：蔦谷好位置
  2. LOVEACCELE[4:51]
作詞：Satomi／作曲：松本良喜／編曲：CHOKKAKU
  3. ひまわり (Instrumental)[3:41]

#### アルバム（日本）
1. Double Rainbow（2004年2月4日）オリコン85位
  1. return to forever instrumental[1:42]
作曲：藤本和則／編曲：藤本和則
  2. Little wing[3:53]
作詞：H.U.B.／作曲：松本良喜／編曲：中野定博・松本良喜
  3. All my loving[4:32]
  4. 遥[3:01]
作詞：中嶋凛／作曲・編曲：藤本和則
  5. 君のいた夏[4:10]
作詞：Junko／作曲・編曲：藤本和則
  6. Honesty[4:03]
作詞：朝倉京子／作曲：原一博／編曲：h-wonder
  7. Happy Go Lucky[3:25]
作詞：渡辺なつみ／作曲：原一博／編曲：h-wonder
  8. Sweetest[3:45]
作詞：幸／作曲：菅野裕子・MALU.K・SEIJI／編曲：中野定博
  9. この街のどこかに[3:07]
作詞：H.U.B.／作曲・編曲：松本良喜
  10. GO THE DISTANCE[5:18]
  11. こころの詩[3:41]
作詞：中嶋凛／作曲・編曲：藤本和則
2. COLORS 4 WISHES（2005年11月2日）オリコン138位
  1. ひまわり[3:41]
  2. The One[4:04]
  3. 風と花束[4:41]
  4. Heartful[5:13]
  5. LOVEACCELE[4:44]
  6. サクラ列車[3:43]
  7. PRECIOUS MEMORY[5:16]
  8. Distance[5:28]
  9. Work It![4:16]
  10. USUBENI[5:38]
  11. 永遠（とわ）[5:12]
  12. COLORS 4 WIHES

#### DVD
1. 7 STARS（2006年4月26日）PV集

※発売元はすべてトイズファクトリー

## 写真集
1. LIVING LOVING（2003年12月10日）

## 補足
Sugarの日本デビューは、2004年2月4日となっている。これは、2003年10月にホリプロと韓国スターワールド社の間で2年間専属契約が結ばれたことにより、日本での長期的な活動が可能となったためであると言える。それ以前にも、ホリプロ製作のアニメ「カレイドスター」の第1期オープニング・エンディングテーマ、番組のあらすじを紹介するコーナー「カレイドスターニュース」(1話〜6話)を担当した（DVD化の際にアニメーションに差し替えられたため再放送では見られない場合が多い。2013年1月から行われたテレ玉での放送には使用されている）。
またカレイドスターの第1期オープニング・エンディングテーマは2003年6月18日にトイズファクトリーから発売された『カレイドスター 〜はじめての すごい ミニアルバム〜』に収録されたが、このCDは発売早々廃盤となった。しかし、2006年7月5日にゴンゾ作品の主題歌やテーマ曲を集めたコンビレーションアルバム『Reunion －GONZO Compilation 1998〜2005－』がビクターエンタテインメントから発売され、この中に収録された。